# I'm Afraid of Americans
I'm Afraid of Americans is een nummer van de Britse muzikant David Bowie, uitgebracht als de achtste track op zijn album Earthling uit 1997. Het nummer, geschreven door Bowie en Brian Eno, ontstond al in de sessies voor Bowies vorige album 1. Outside maar werd pas uitgebracht op de soundtrack van de film Showgirls later dat jaar. Hierna werd het nummer opnieuw opgenomen in de sessies voor Earthling. In oktober 1997 werd het nummer uitgebracht als de vijfde en laatste single van het album.

## Achtergrond
Bowie beschreef zijn gevoelens over het nummer als volgt: "Het is niet zo vijandig richting Amerikanen als "Born in the U.S.A.": het is alleen sardonisch. Ik was op reis in Java toen [hun] eerste McDonald's verscheen: het was als, "verdomme". De invasie door elke gehomogeniseerde cultuur is zo depressief, de oprichting van nog een Disney World in, laten we zeggen, Umbrië, Italië, en nog meer. Het wurgt de inheemse cultuur en versmalt de uitdrukking van het leven."
Het nummer kwam oorspronkelijk voor in een vroege mix op de soundtrack van de film Showgirls (waarin het refrein "I'm afraid of the animals" later veranderd werd naar "I'm afraid of Americans") en werd later opnieuw opgenomen voor Earthling. In de Verenigde Staten werd het nummer uitgebracht als single. De single bevatte niet de albumversie van het nummer; in plaats hiervan bevat het remixen door Bowie's voormalige voorprogramma Nine Inch Nails en de drum and bass-artiest Photek. De V1-mix werd populairder dan de originele versie, vooral door het gebruik van deze versie in de videoclip van het nummer.

## Videoclip
Een door Taxi Driver beïnvloede videoclip, geregisseerd door het duo Dom & Nic, werd gemaakt voor de V1-mix van "I'm Afraid of Americans", met Bowie en Nine Inch Nails-zanger Trent Reznor in de hoofdrollen. Bowie wordt in deze clip gestalkt in New York door de Amerikaanse Jonny, gespeeld door Reznor. Terwijl Bowie lastiggevallen blijft worden en steeds meer paranoïde wordt, ziet hij om zich heen allemaal misdaden die door burgers van New York worden gepleegd op elkaar - maar hun handen zijn leeg, alsof ze onzichtbare geweren vasthouden. Aan het eind van de video duikt Bowie achter een taxi terwijl Jonny een onzichtbaar geweer afvuurt die veel schade toebrengt aan de taxi. Vervolgens staat Bowie op naast de onbeschadigde taxi en ziet Jonny een kruis dragen dat lijkt op de Kruisweg en de Dag van de Doden.
Op de MTV Video Music Awards van 1998 werd de videoclip genomineerd in de categorie "Beste mannelijke video", een categorie die hij bij de introductie in 1984 won met de video voor "China Girl". Hij verloor van "Just the Two of Us" van Will Smith.

## Tracklijst
- De remixen V1 tot en met V4 en V6 zijn geproduceerd door Nine Inch Nails (Trent Reznor, Charlie Clouser, Keith Hillebrandt, Dave Ogilvie, Danny Lohner), V5 is geremixt door Photek. De albumversie en de originele singleversie zijn geproduceerd door Mark Plati. Alle nummers geschreven door Bowie en Brian Eno.

12"- en cd-versie
1. I'm Afraid of Americans (V1) - 5:31
2. I'm Afraid of Americans (V2) - 5:51
3. I'm Afraid of Americans (V3) - 6:18
4. I'm Afraid of Americans (V4) - 5:25
5. I'm Afraid of Americans (V5) - 5:38
6. I'm Afraid of Americans (V6) - 11:18

Cd-promotieversie
1. "I'm Afraid of Americans" (V1 Edit) - 4:30
2. "I'm Afraid of Americans" (Original Edit) - 4:12
3. "I'm Afraid of Americans" (V3) - 6:06
4. "I'm Afraid of Americans" (V1 Clean Edit) - 4:30

## Muzikanten
- David Bowie: zang
- Brian Eno: synthesizer
- Trent Reznor: gitaar, basgitaar, drums